# ندای خوارز: کارتل
«ندای خوارز: کارتل» (انگلیسی: Call of Juarez: The Cartel) یک بازی ویدئویی در سبک تیراندازی اول شخص است که توسط یوبی‌سافت و در سال ۲۰۱۱ منتشر شد. «ندای خوارز: کارتل» در پلت‌فرم‌های اکس‌باکس ۳۶۰، پلی‌استیشن ۳، و مایکروسافت ویندوز منتشر شده‌است.